# Anton Brenek
Anton Brenek (23. října 1848 v Brně, Morava – 18. listopadu 1908 v Badenu, Dolní Rakousy) byl rakouský sochař, představitel akademického proudu sochařství závěru 19. století, zástupce generace tvůrců vídeňské Ringstrasse.

## Život
Anton Brenek pocházel z rodiny brněnského akademického sochaře Josefa Breneka (1820–1878). V jeho ateliéru se také seznámil se sochařským řemeslem. Poté odešel na Uměleckoprůmyslovou školu do Vídně (Kunstgewerbeschule des k. k. österreichischen Museums für Kunst und Industrie), kde v letech 1872–1874 studoval u profesora Königa. Ve studiu pokračoval v letech 1874–1880 na Akademii výtvarných umění ve Vídni (k. k. Akademie für bildenden Künste). Brenek zde byl řádným žákem mistrovské školy vyššího sochařství u profesora Kaspara Klementa rytíře von Zumbusch. Po absolvování akademie se Brenek stal profesorem modelování a kreslení na Státní průmyslové škole v Liberci. Poté zastával stejnou funkci ve Vídni na tamější Uměleckoprůmyslové škole až do svého penzionování v roce 1905. Zde od roku 1898 ve večerních kurzech učil mimo jiné rakouského sochaře moravského původu Antona Hanaka. Zemřel v roce 1908 v Badenu a je pohřben na vídeňském Ústředním hřbitově.

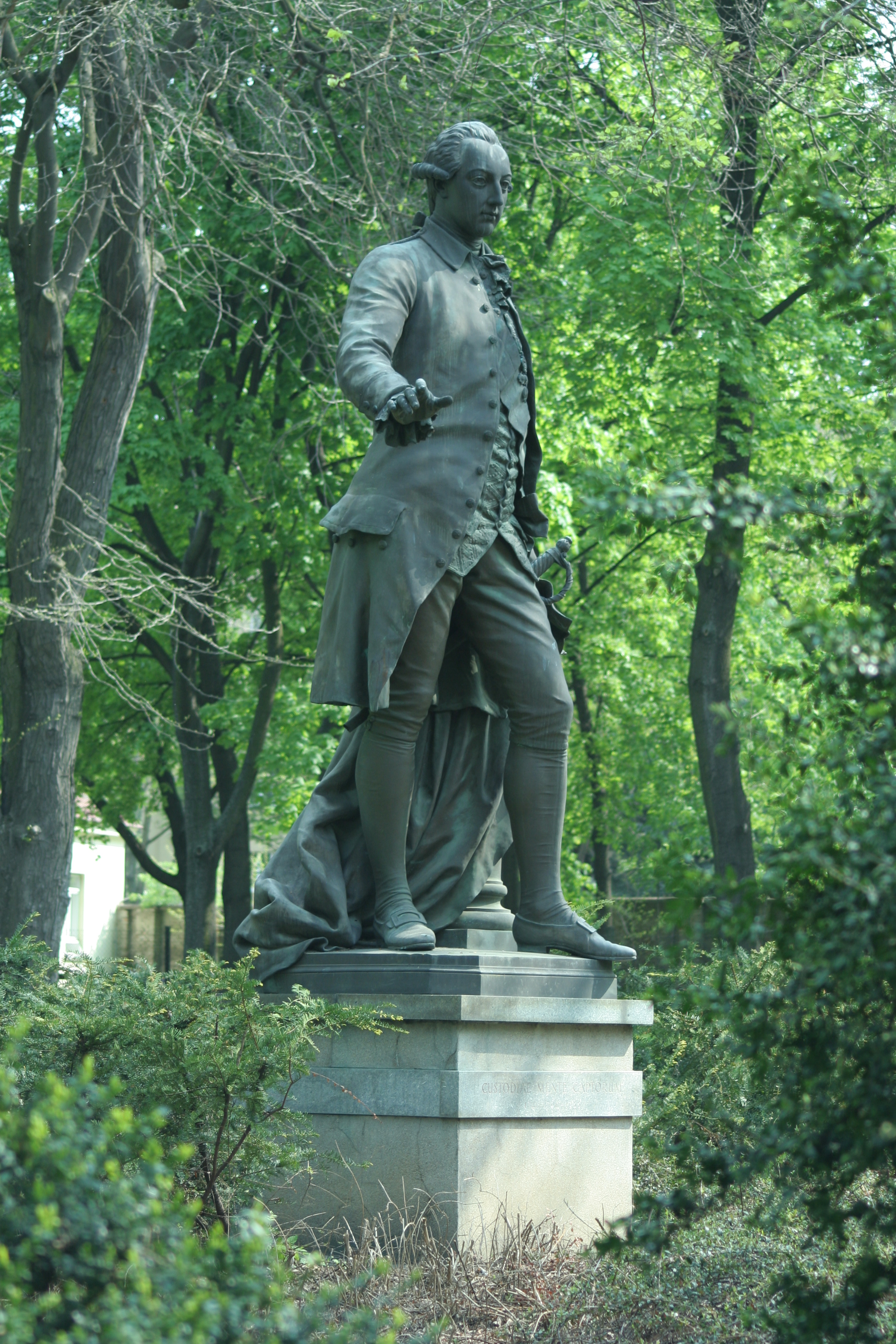
Anton Brenek: Socha Josefa II. ze zaniklého pomníku v Brně před Německým domem (dnes v areálu psychiatrické léčebny v Brně-Černovicích)

## Dílo
Brenekovy první realizace jsou spojeny s osobností sochaře Caspara von Zumbusch. Spolu se svým učitelem a jeho žáky se Anton Brenek podílel na tvorbě monumentálních vídeňských pomníků Marie Terezie a Ludwiga van Beethovena. Kromě těchto velkých realizací, kde působil jen jako spoluautor, se Brenek ve Vídni později uplatnil pouze při sochařské výzdobě architektury. Renomé vídeňského akademického sochaře mu však přineslo uznání a ohlas v rakouských provinciích. V Liberci, Brně, Olomouci, Opavě, Novém Jičíně, nebo Černovicích vytvořil řady volných plastik, které se jako centrální sochy pomníků staly dominantami veřejného prostoru a ovlivňovaly místní tvorbu ještě hluboko ve 20. století.[zdroj⁠?!]

## Realizace

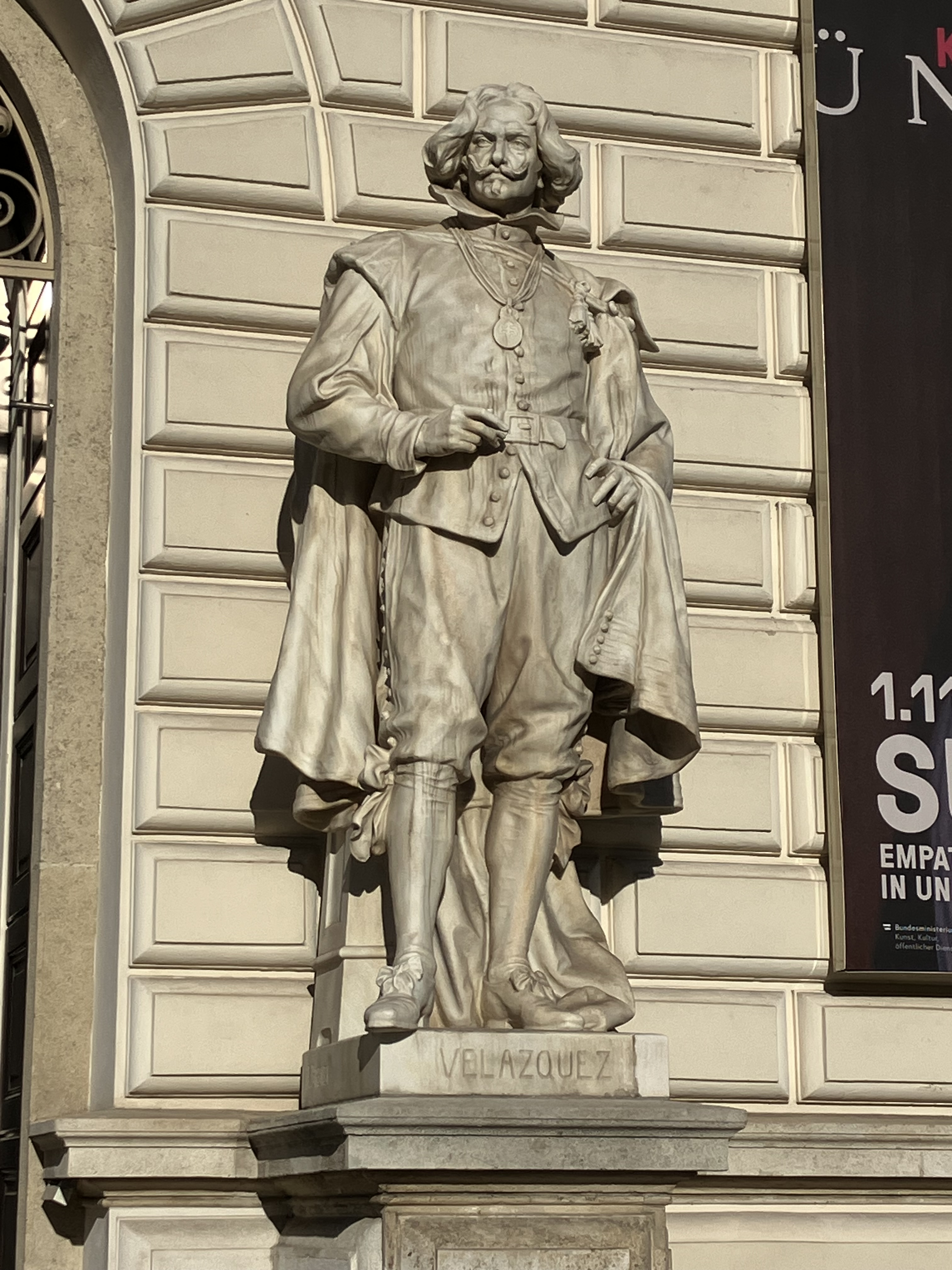
Socha Diega Velázqueze

- Berndorf: pomník s bustou císaře Františka Josefa I. (1900)
- Brno: soubor tvořilo pět pomníků, z nichž se dochoval jen první:
  - Pomník císaře Josefa II. se dvěma doprovodnými alegorickými sochami Obchodu a Průmyslu před Německým domem (modely 1890, bronzové odlitky Blanenská slévárna 1892)[3]
  - Pomník Gustava Winterhollera (1895) s mramorovou bustou tohoto brněnského starosty, bronzovou alegorickou sochou Brna v podobě okřídlené ženy, kladoucí na pomník dubovou ratolest, a dítěte se svazkem květin, symbolizující péči o vzdělání dětí, sousoší s balustrádou v parku na Kolišti bylo zničeno, drobný model busty na soklu je nezvěstný.
  - Pomník spisovatele Franze Grillparzera s bronzovou bustou (1892), stojící do roku 1918 v parku na Kolišti, byl pak přenesen do Německého domu, rovněž neexistuje.[4]

- Bukurešť: dvě kolosální sousoší nad portálem pavilonu Jubilejní výstavy (1906) (palác Cantacuzino)
- Černovice (dnes Ukrajina): pomník Constantina Tomaszczuka
- Liberec: pomník císaře Josefa II. (před 1892)
- Nový Jičín: pomník císaře Josefa II. (1902)
- Opava: pomník svob. pána Alexandra Summera (před 1892)
- Olomouc: pomník císaře Františka Josefa I. (1898)
- Předklášteří u Tišnova: reliéf královny Konstancie Uherské v areálu kláštera Porta Coeli
- Terst: čtyři sochy puttů na attice budovy Místodržitelství

- Vídeň: největší a nejlépe dochovaný soubor Brenkových monumentálních soch:[5]
  - Constantiae et Fortitudine (Pevnost a Síla), Štědrost (Hojnost), sochy na attice Nového Hofburgu (1893)
  - Mytický Bajuvar, Křižák a Polák, tři kamenné sochy na fasádě Nového Hofburgu:
  - čtyři kolosální sochy v nikách na fasádě Nové radnice
  - nadživotní socha malíře  Diega Velázqueze před budovou Künstlerhausu, oceněná medailí arcivévody Karla Ludvíka
  - socha císaře Augusta v zasedací síni budovy Parlamentu (1908)
  - portrétní busty a poprsí: Albrecht z Valdštejna ve Vojenském historickém muzeu ve Vídni, profesor matematiky Josef Maximilián Petzval v arkádovém dvoře Staré univerzity, busta Josefa Treitela v budově Rakouské akademie věd
  - náhrobní busty: sochař Johann Kalmsteiner († 1897), architekt Camillo Sitte († 1903), malíř Ladislav Eugen Petrovits († 1907) (všechny na Vídeňském Ústředním hřbitově)

## Galerie

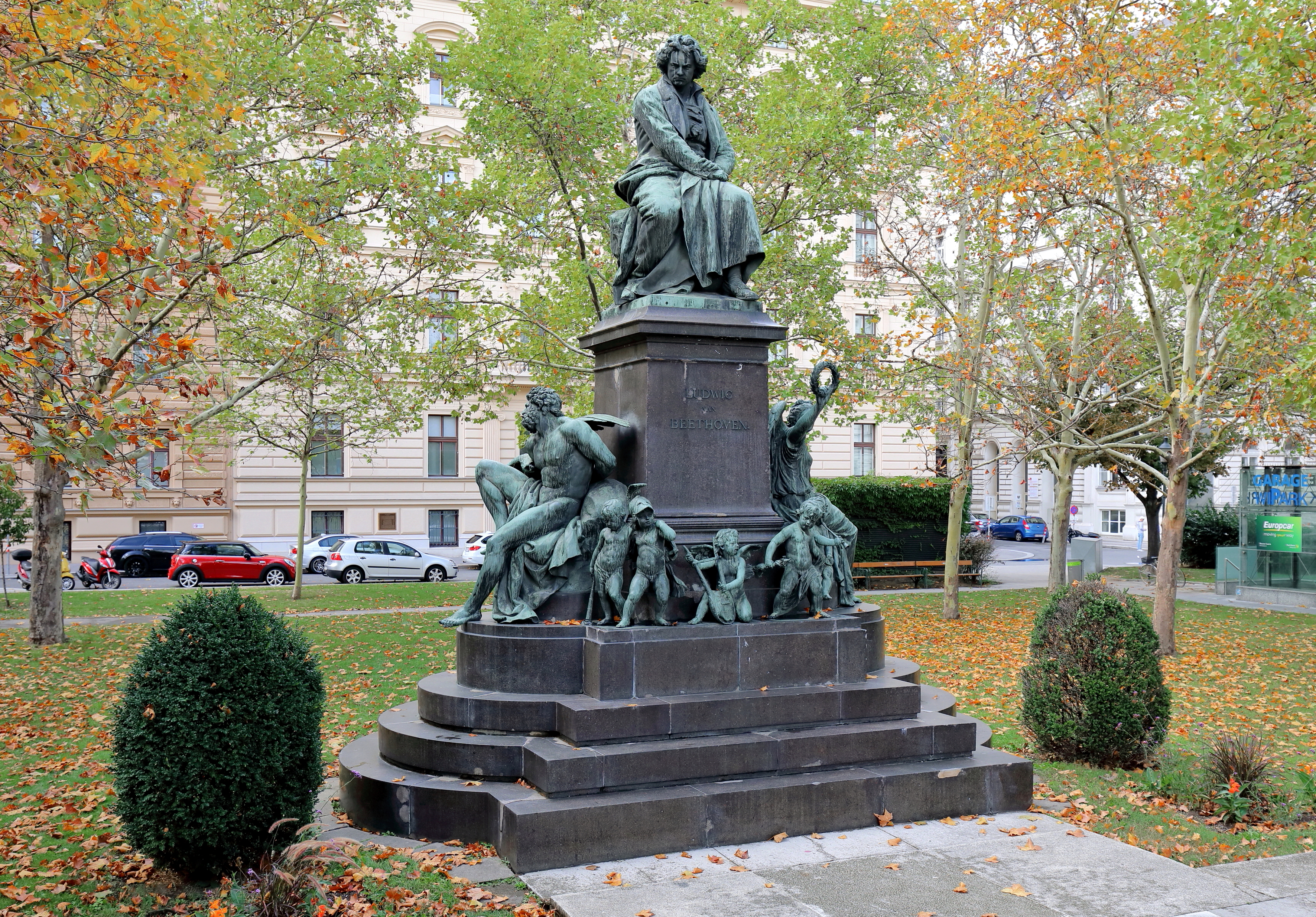
Beethovenův pomník ve Vídni, 1880 (spoluautor)
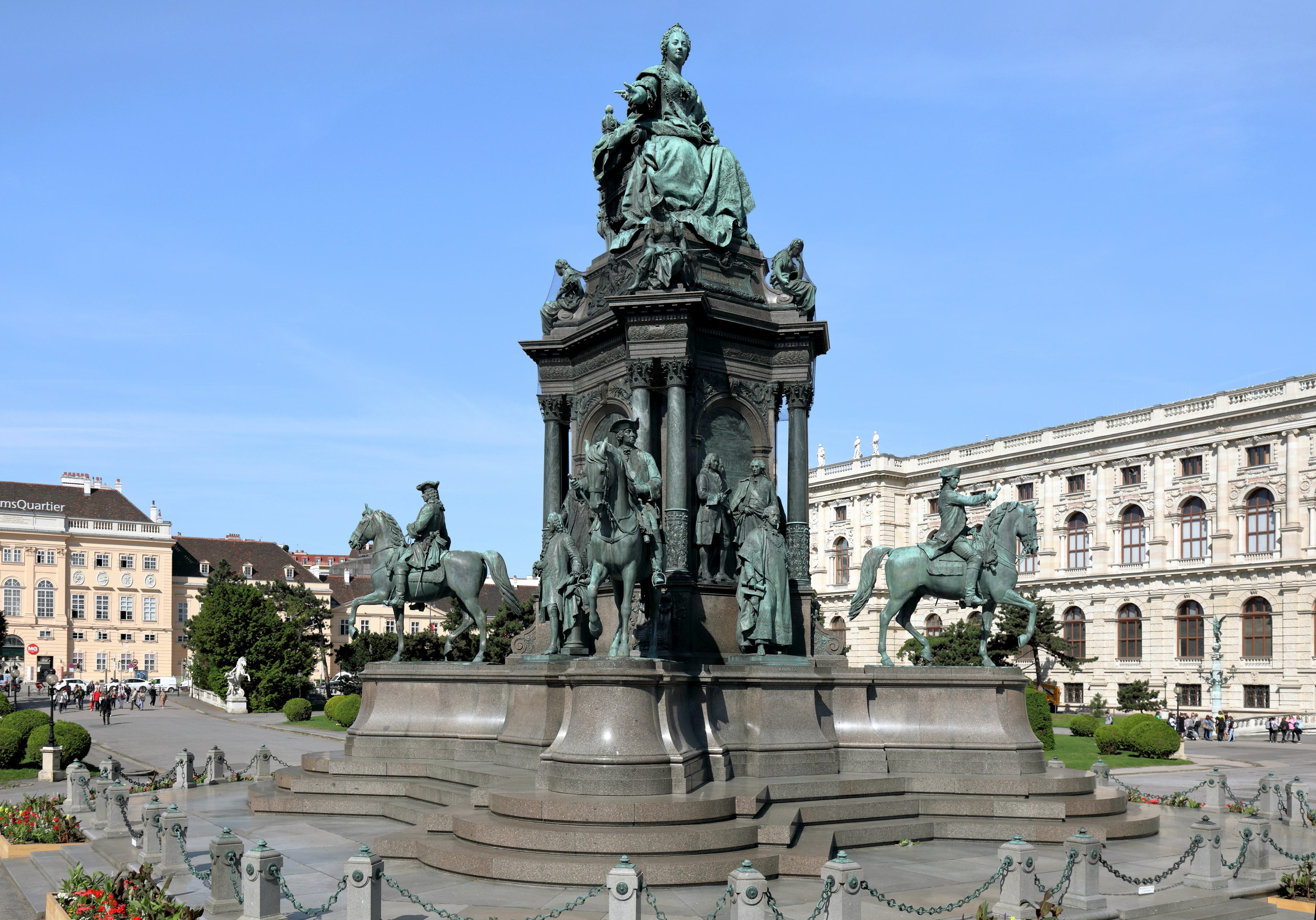
Pomník Marie Terezie ve Vídni, 1888 (spoluautor)
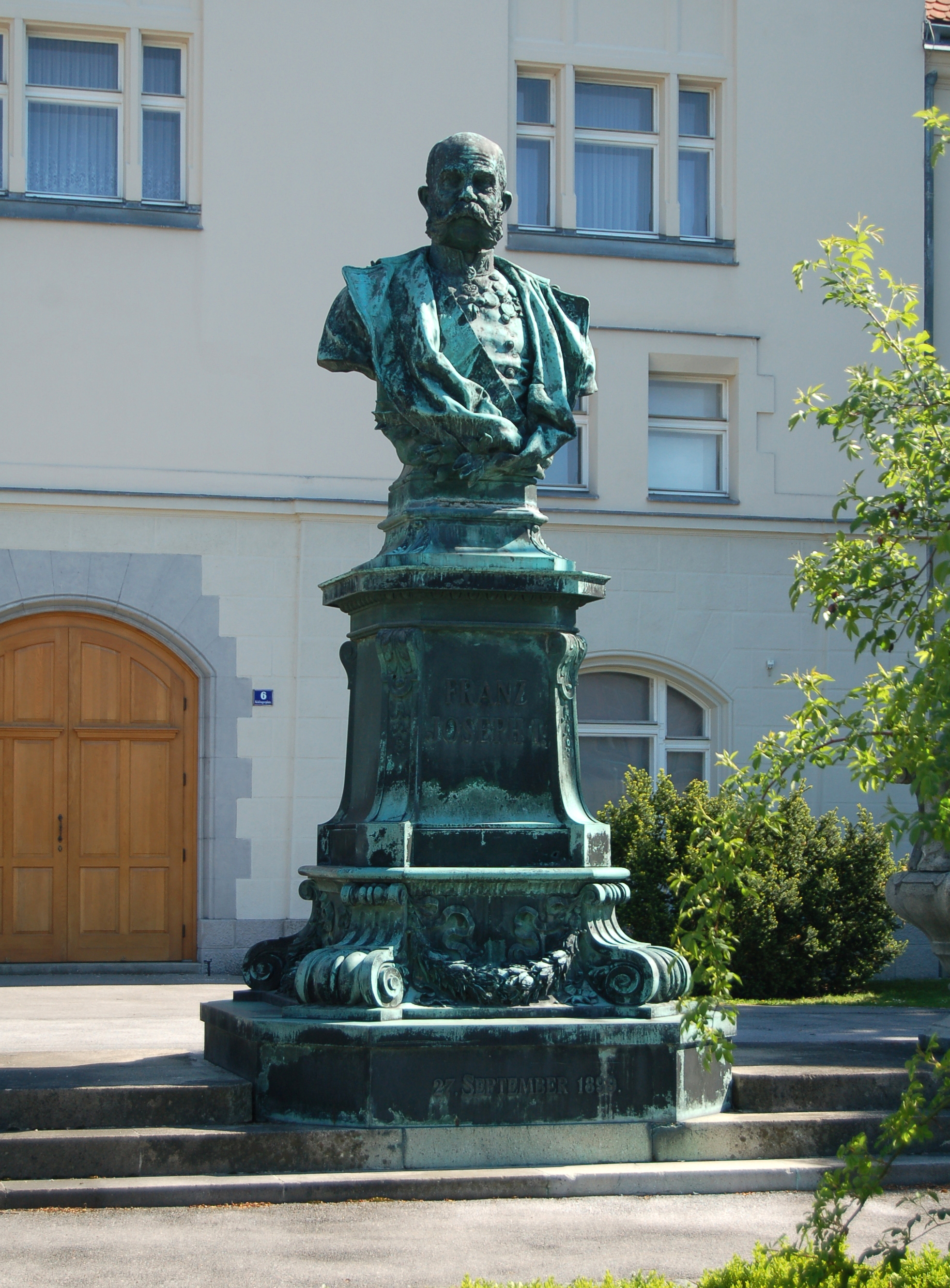
Pomník s bustou císaře Františka Josefa I. v Berndorfu
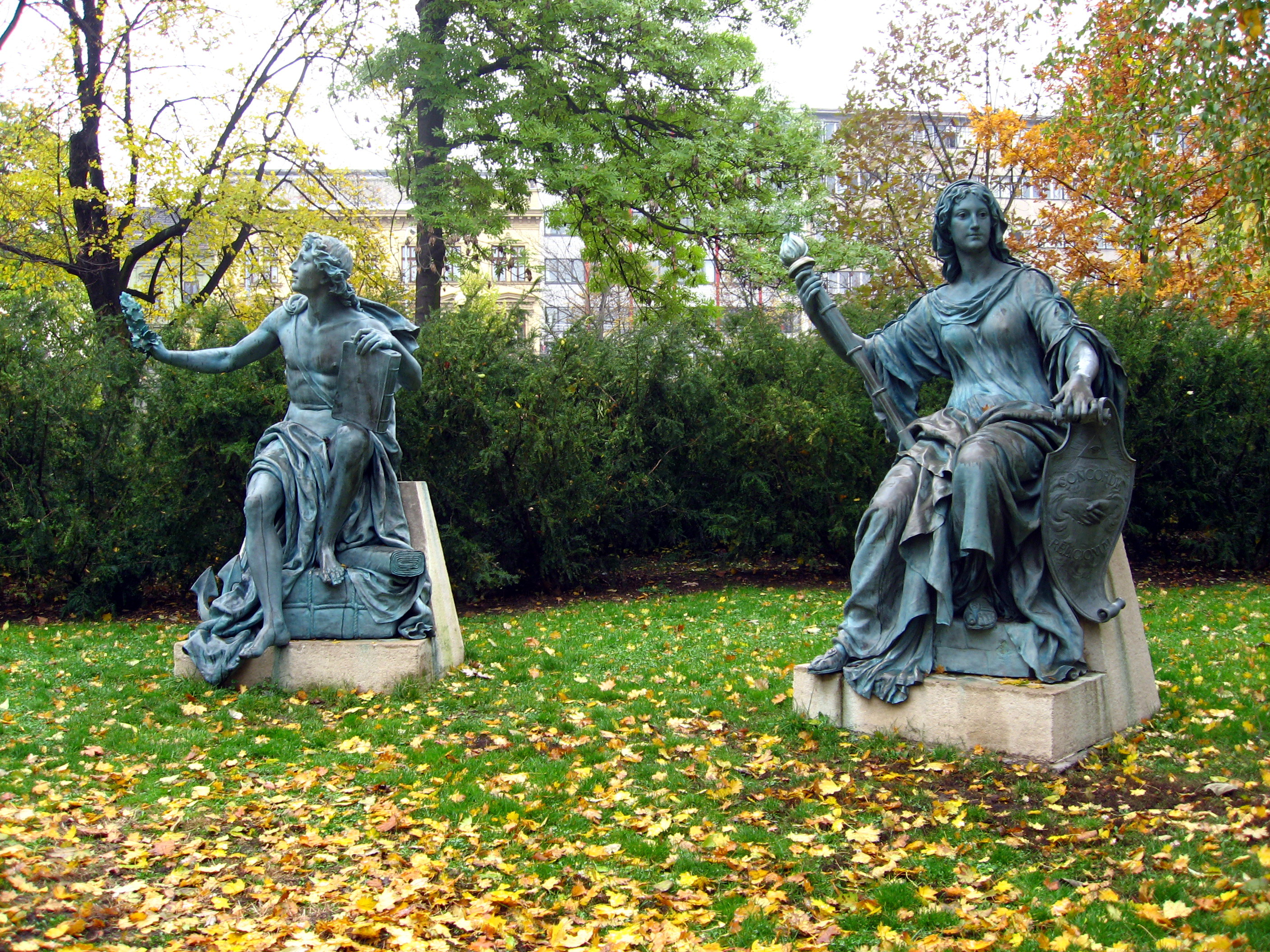
Sochy Obchodu a Tolerance z bývalého pomníku Josefa II., umístěné nyní v brněnském parku Lužánky
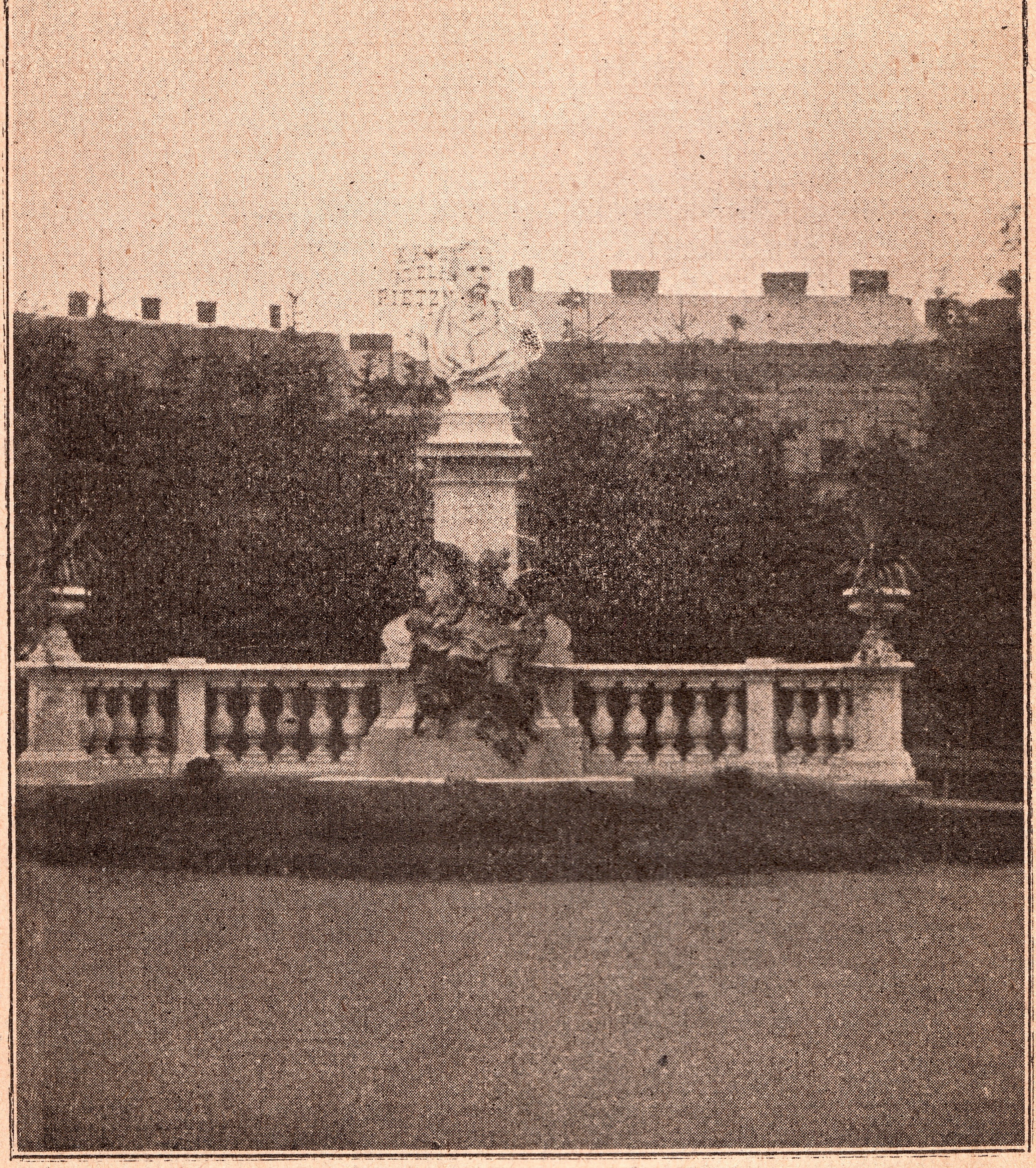
Bývalý pomník Gustava Winterhollera v Brně
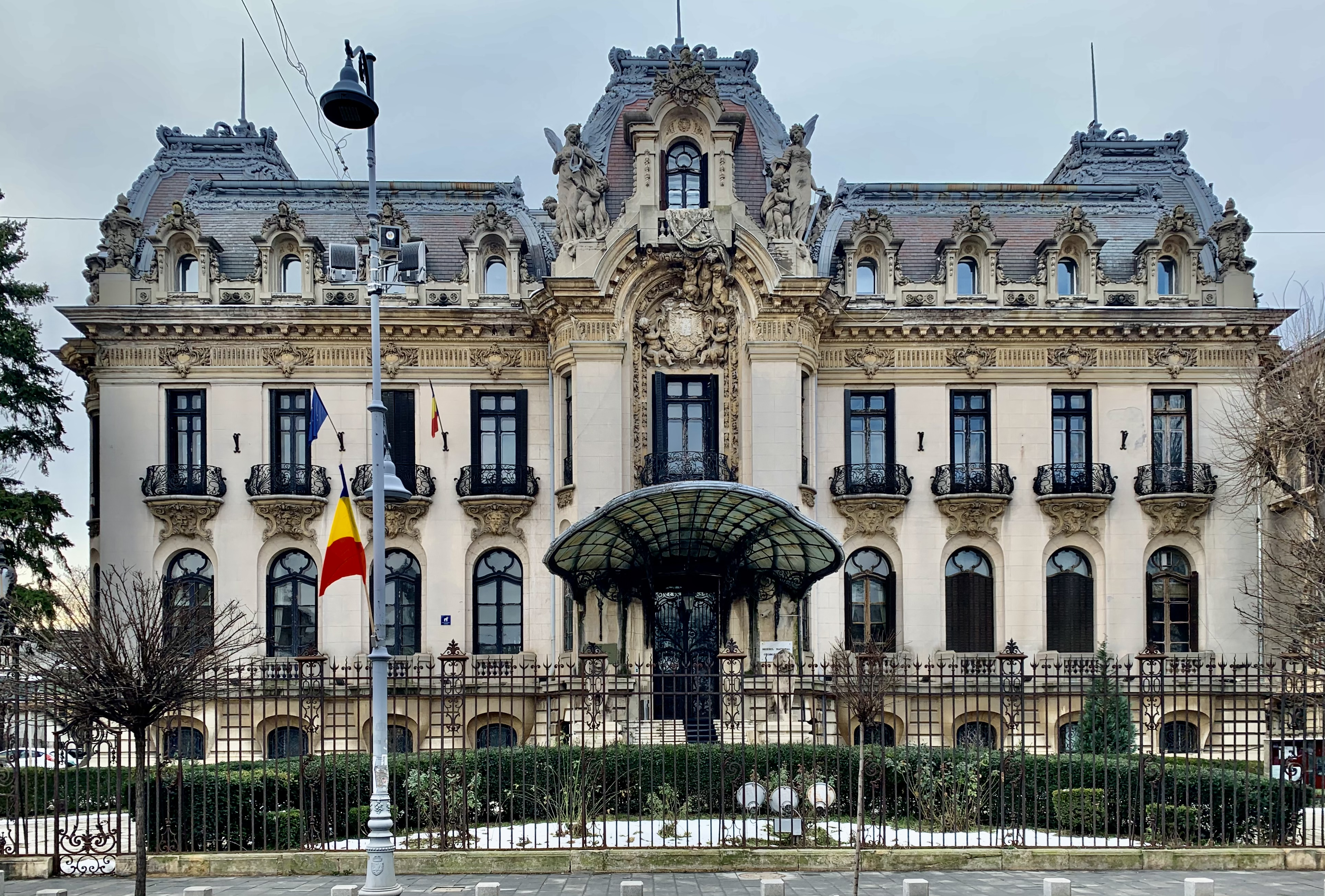
Palác Cantacuzino v Bukurešti s dvěma kolosálními sousošími nad portálem
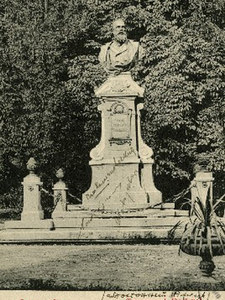
Pomník Constantina Tomaszczuka v Černovicích
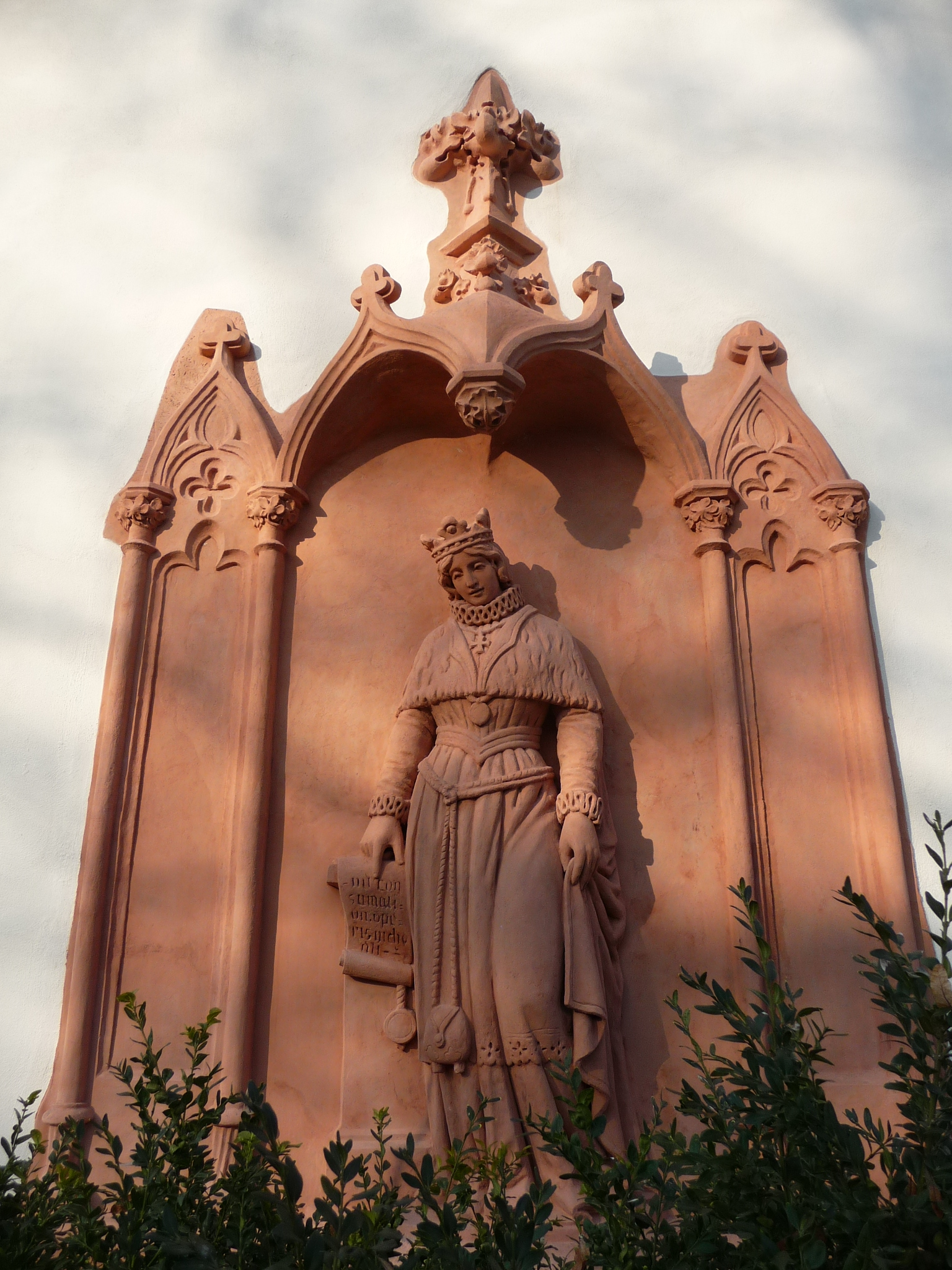
Reliéf Konstancie Uherské v Porta Coeli
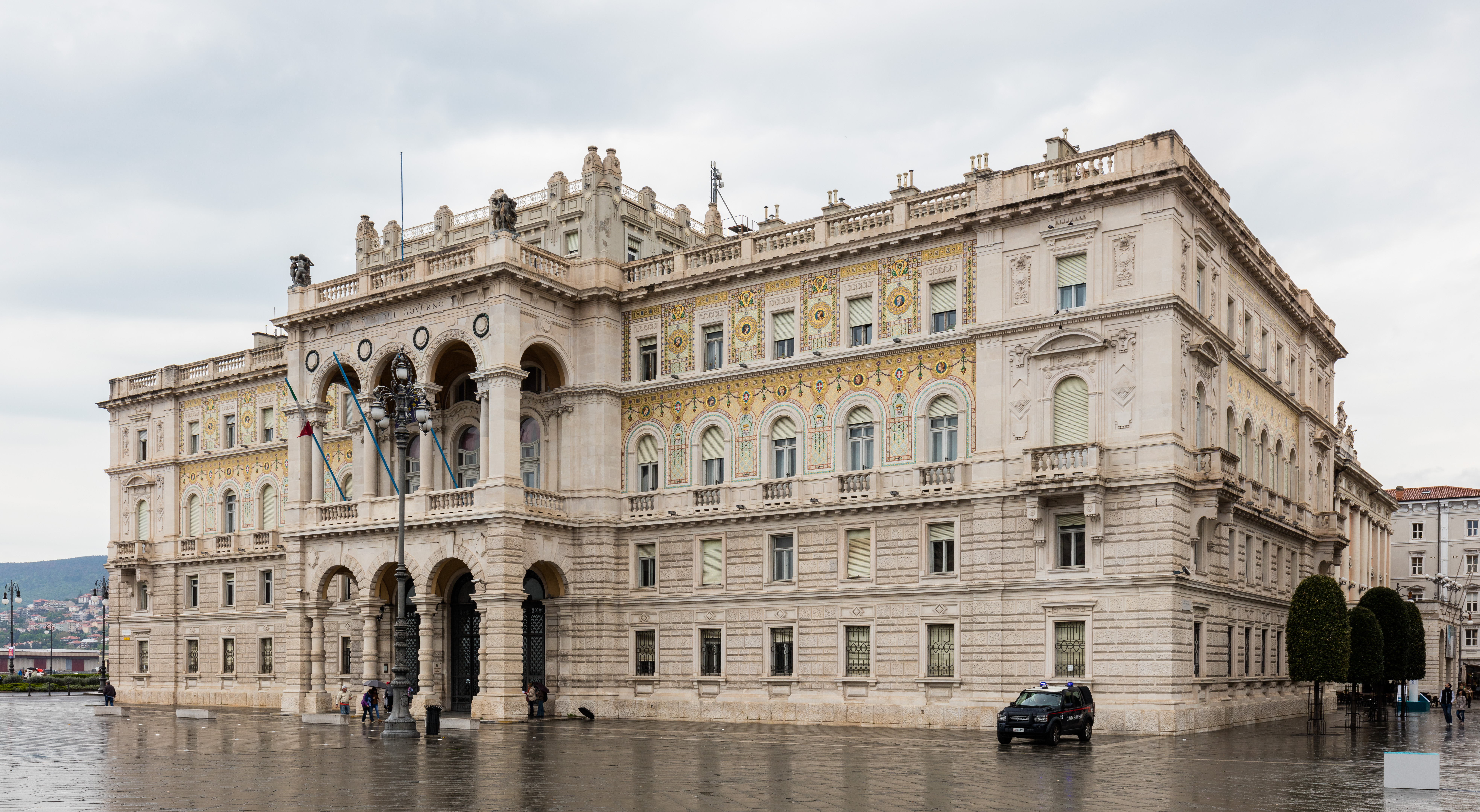
Místodržitelský palác v Terstu se sochami puttů (andílků)
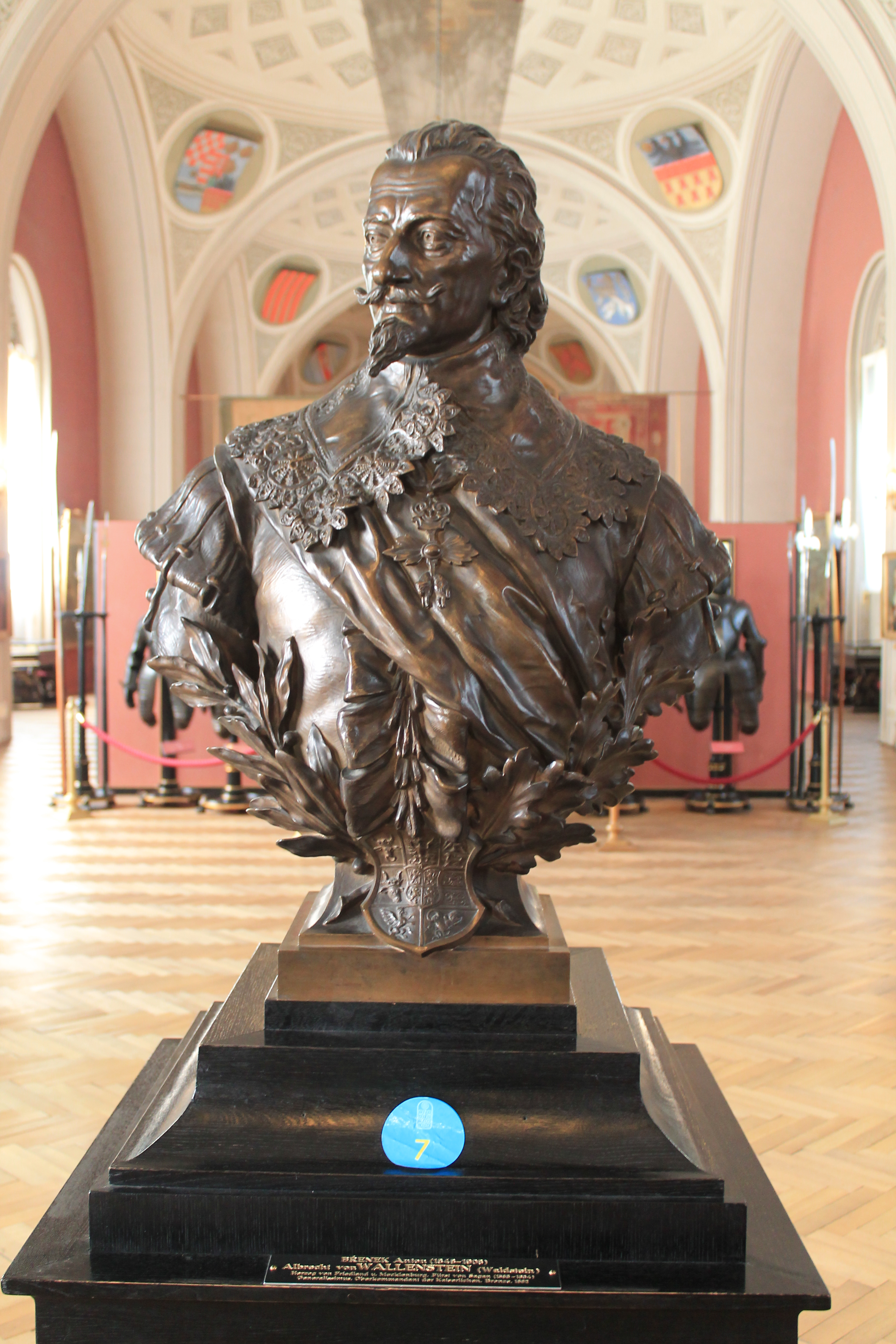
Busta Albrechta z Valdštejna
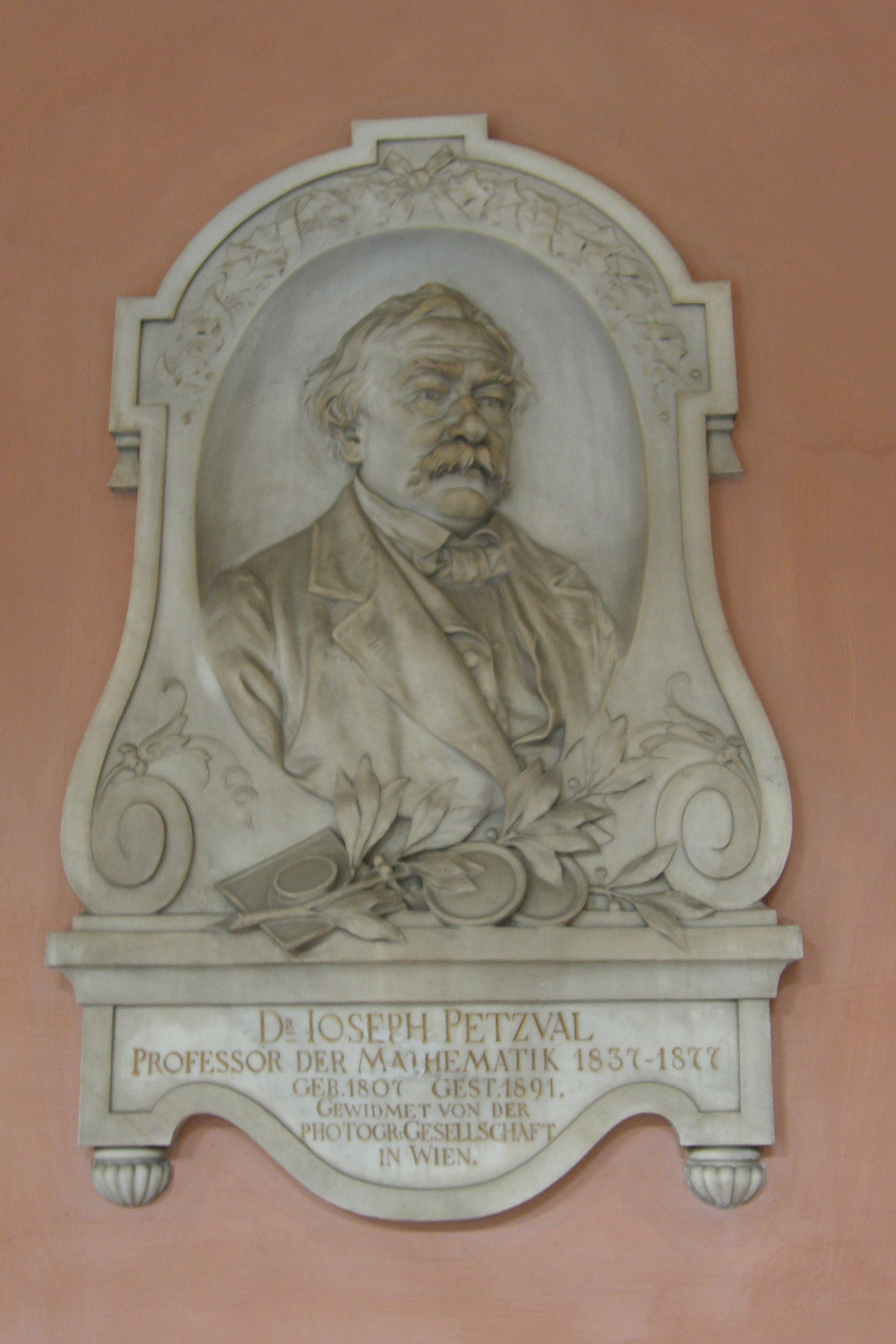
Reliéf Josefa Petzvala na vídeňské univerzitě
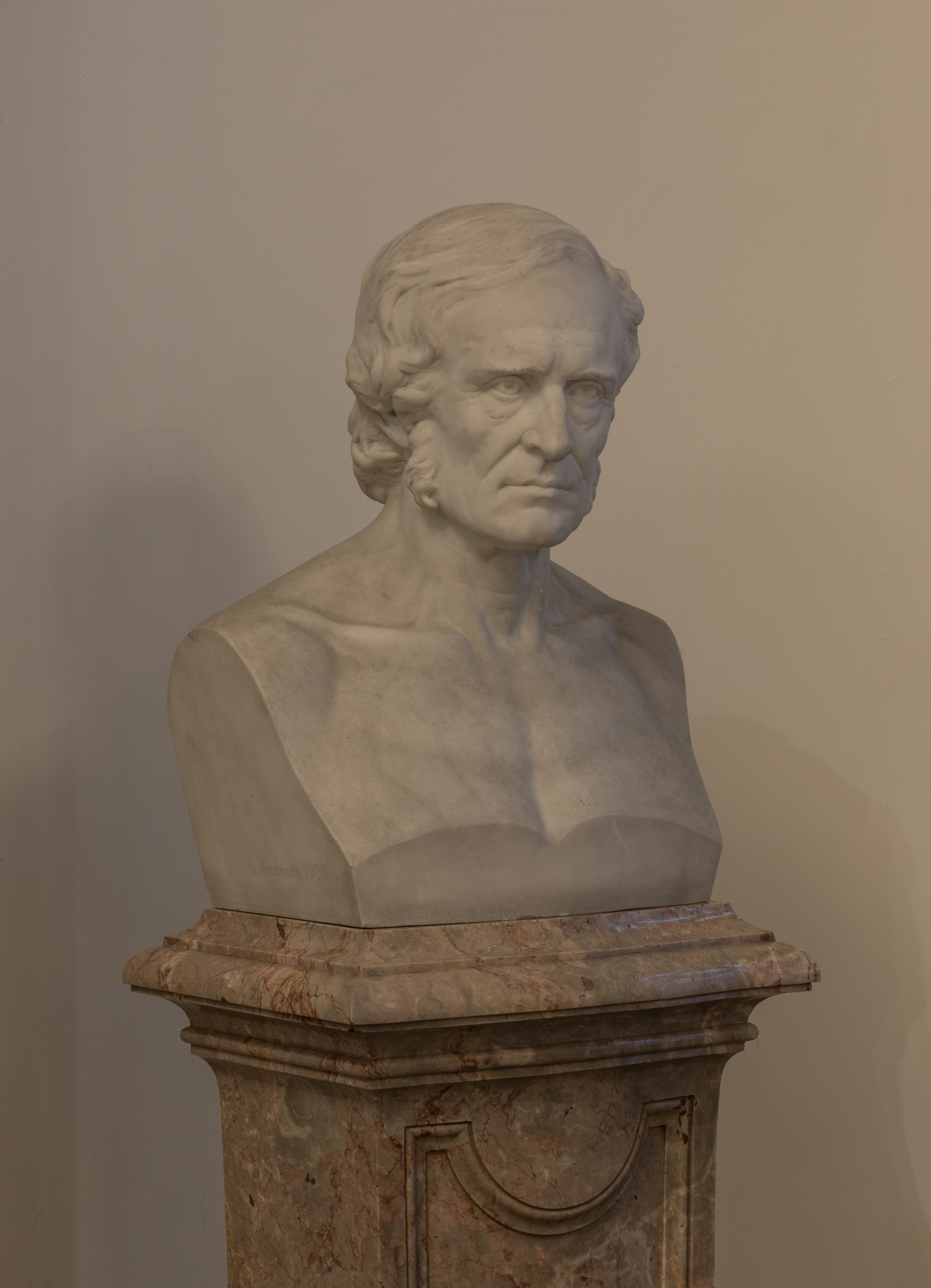
Busta Josefa Treitla ve vídeňské Akademii věd
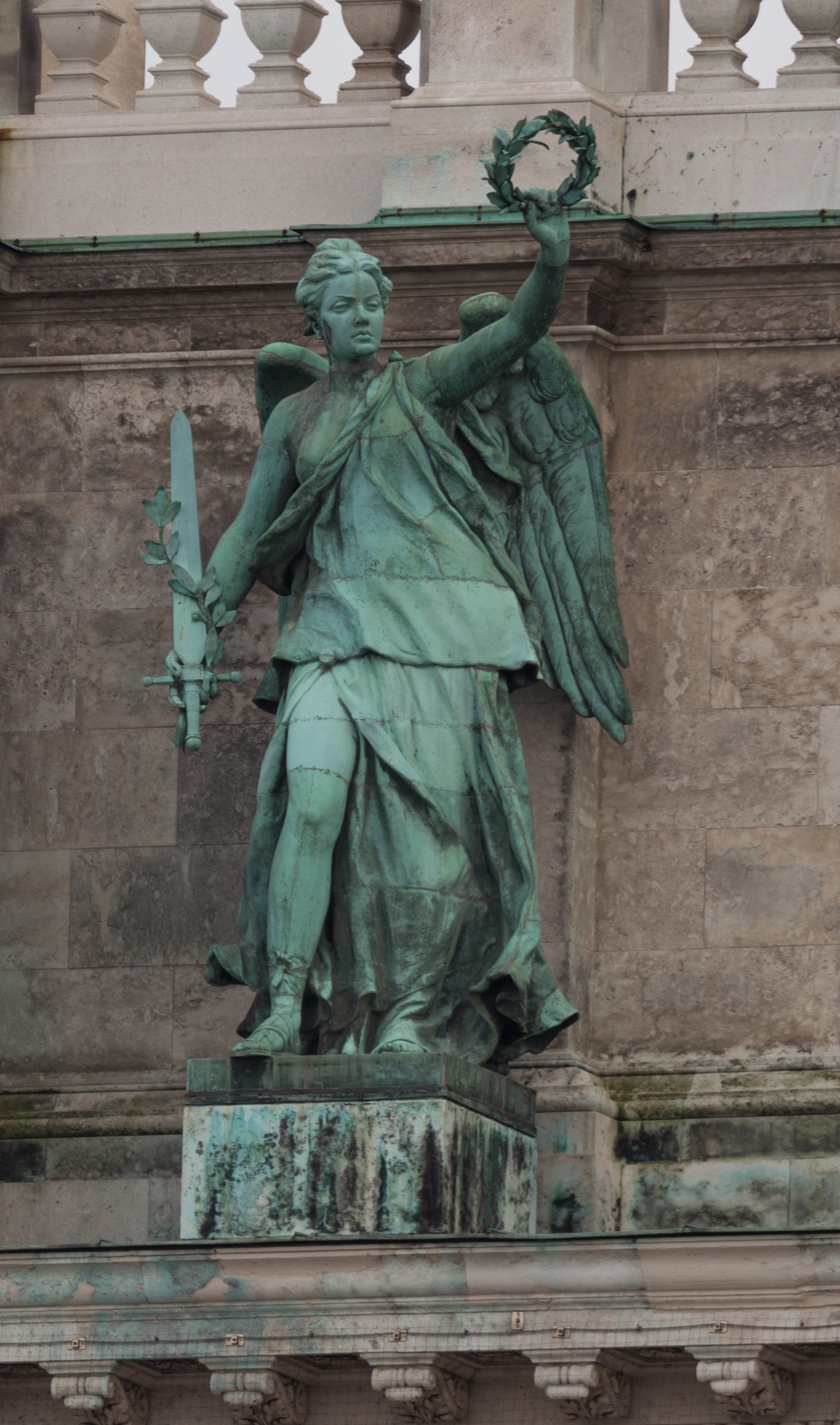
Constantiae et Fortitudine, Nový Hofburg
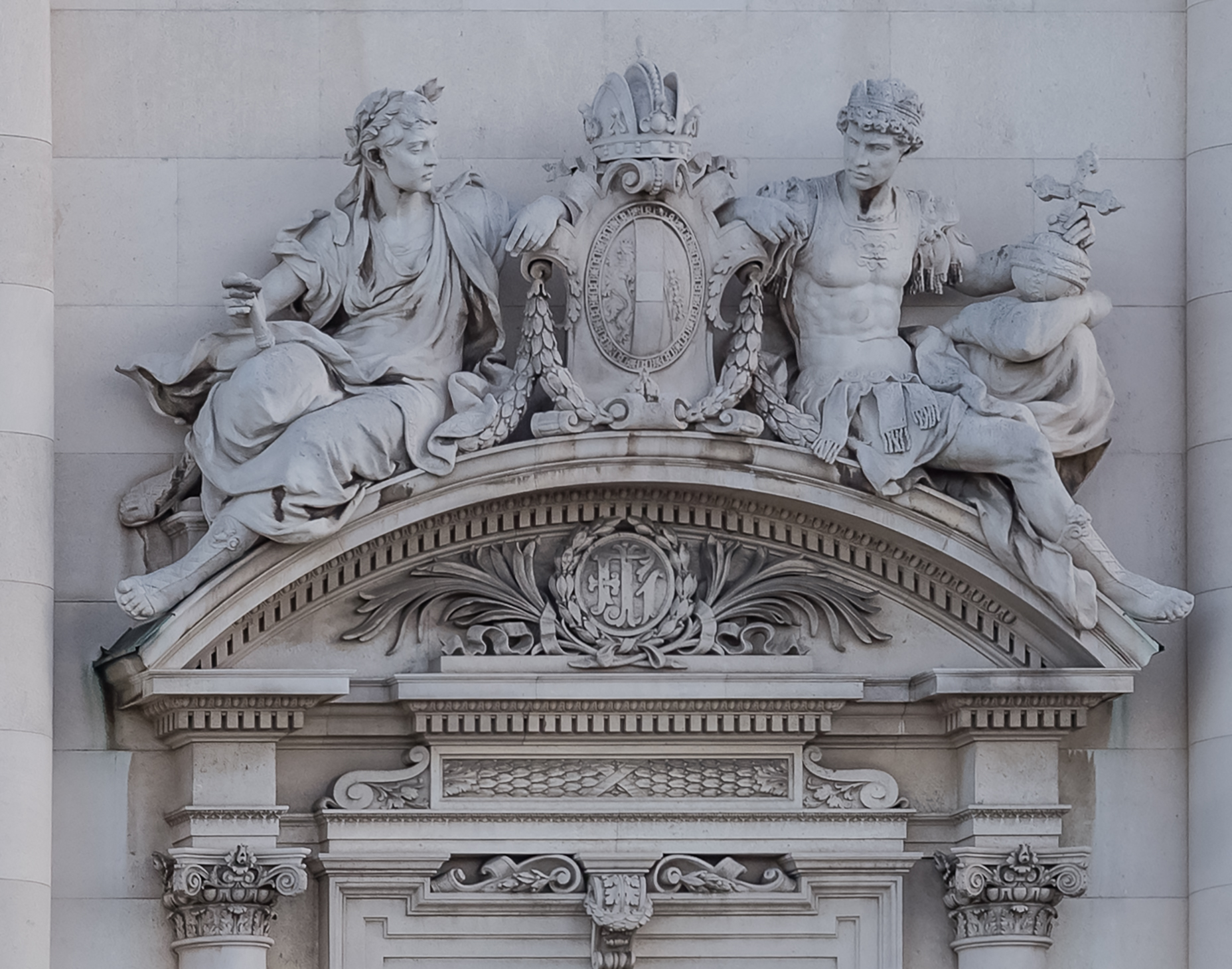
Nový Hofburg
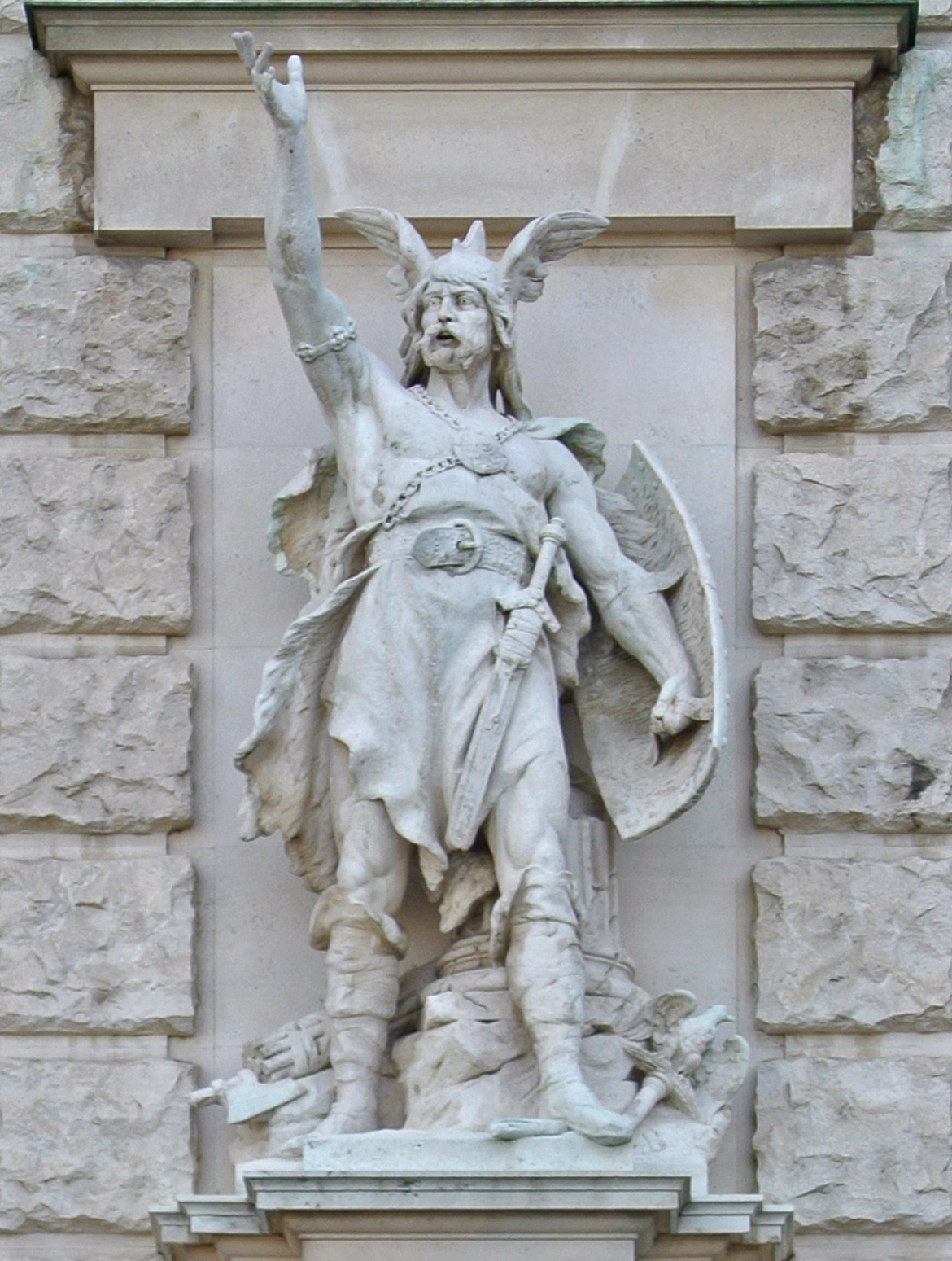
Bajuwar, Nový Hofburg
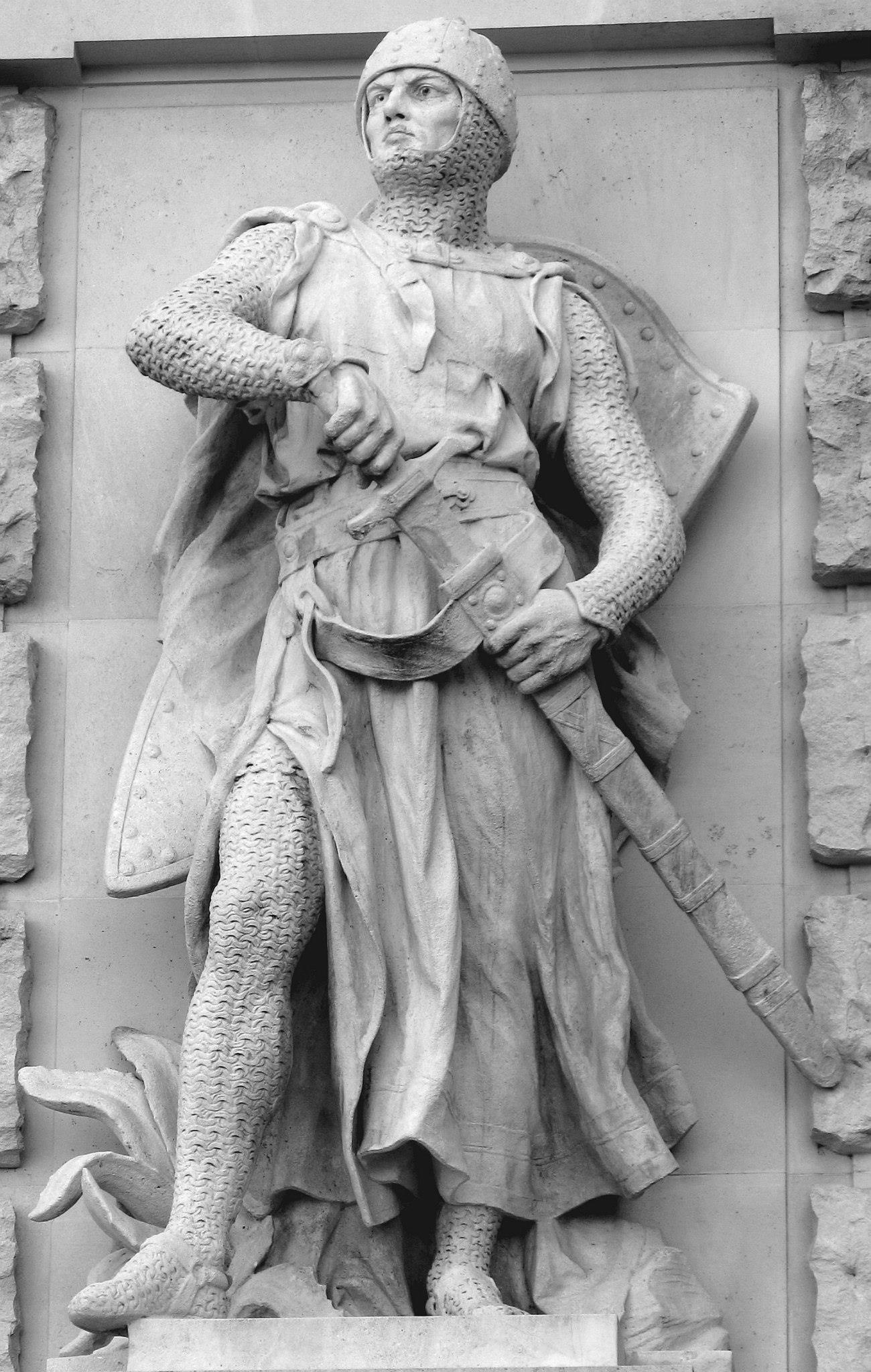
Křižák, Nový Hofburg
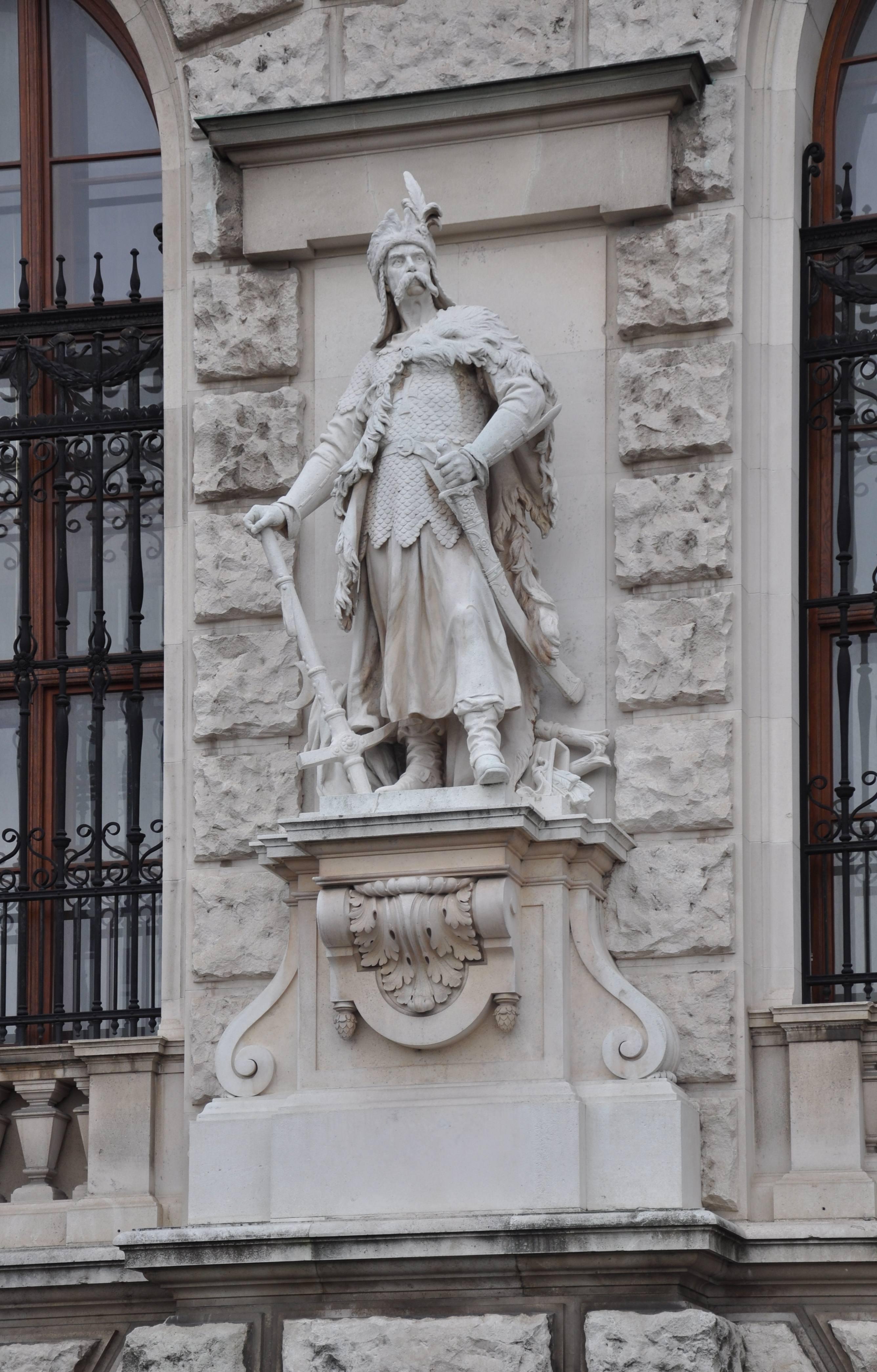
Polák, Nový Hofburg
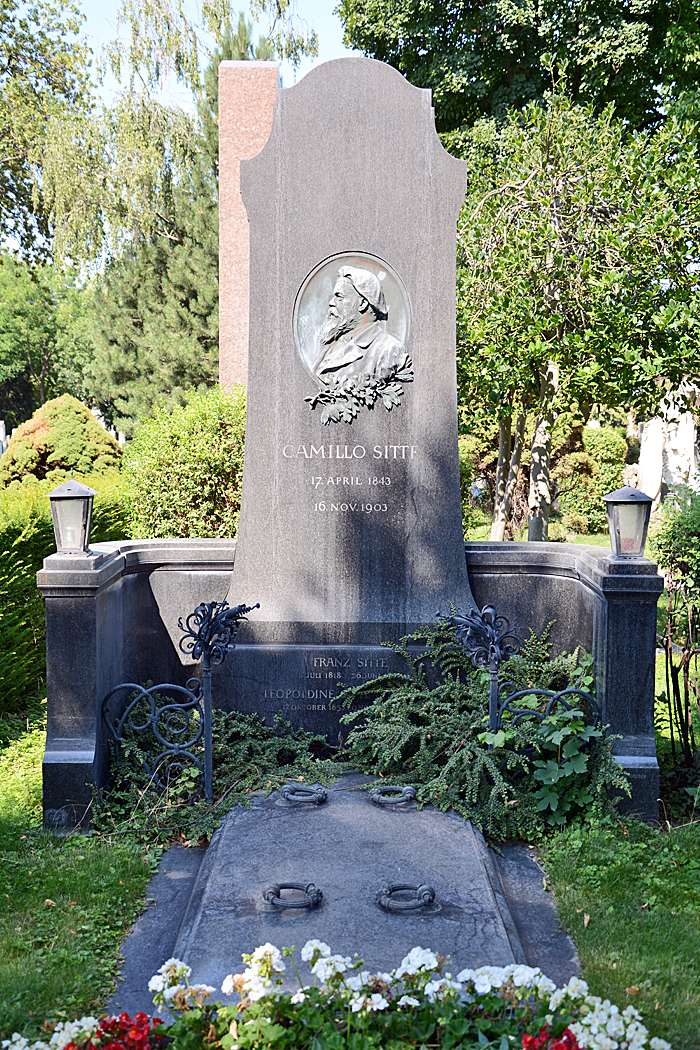
Náhrobní bysta Camilla Sitte